# Holziken
Holziken est une commune suisse du canton d'Argovie, située dans le district de Kulm.

Vue aérienne (1970).

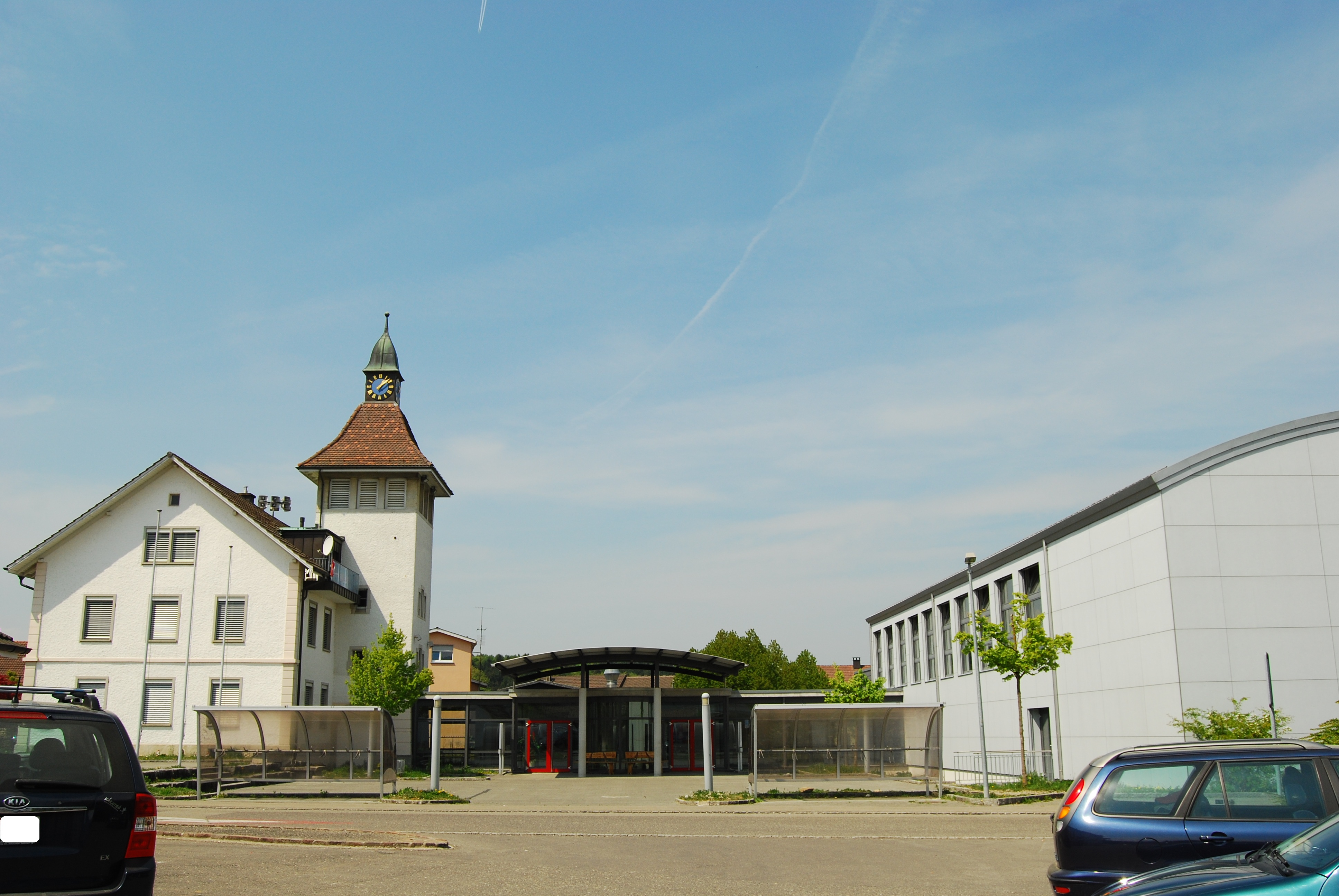
Holziken.